# Seschseschet (Königsmutter)
Königin Seschseschet (auch Sescheschet) war die Mutter von Pharao Teti II., dem Gründer und ersten Pharao der 6. Dynastie des Alten Reiches. Nach Hartwig Altenmüller war sie mit einem Schepsipuptah verheiratet. Als weiteren Sohn aus dieser Ehe vermutet er einen Mehu. Seschseschets Sohn Teti verdankte ihr, dass er den Thron gewinnen konnte, indem sie zwei sich bekämpfende Fraktionen innerhalb der königlichen Familie versöhnte. Beim Übergang in die neue Dynastie gab es keinen Bruch in der genealogischen Linie oder in dem Ort des Regierungssitzes der Vorgänger. Jedoch kam es in der 6. Dynastie zu bedeutenden kulturellen Errungenschaften, die eine Abgrenzung von den vorausgegangenen Dynastien rechtfertigen.

## Grabstätte
Am 8. November 2008 äußerte Zahi Hawass, damals Generalsekretär der ägyptischen Altertümerverwaltung, die Ansicht, dass Seschseschet in einer neu entdeckten, 4.300 Jahre alten, 5 Meter hohen Pyramide in Sakkara begraben worden sei. Archäologische Belege dafür fehlen bislang. Hawass teilte mit, dass diese Pyramide eine der besterhaltenen bekannten Nebenpyramiden sei. Das Grab erhöht die Zahl der bisher in Ägypten entdeckten Pyramiden auf 118. Die gefundene Pyramide liegt in der Nähe zweier anderer Pyramiden, die vermutlich den beiden Frauen von Teti II., Iput I. und Chuit, gehören.
Ende November 2008 begannen die Archäologen damit, ins Innere der Pyramide vorzudringen. Im Januar 2009 wurden erste Einzelheiten über die Grabkammer bekannt. Diese scheint zwar von Grabräubern teilweise geplündert worden zu sein, jedoch wurde ein Sarkophag entdeckt, der noch Reste eines Begräbnisses enthielt. In ihm wurden Schädel-, Bein- und Beckenknochen gefunden, die teilweise noch bandagiert waren, des Weiteren fanden die Ausgräber goldene Fingerhülsen und einige Gefäße. Aufgrund fehlender Schriftzeugnisse kann aber bislang nicht eindeutig bestätigt werden, dass es sich um die Bestattung der Königin Seschseschet handelt.

## Belege aus späterer Zeit
Noch 800 Jahre nach ihrem Tod, im 16. Jahrhundert v. Chr., scheint die Erinnerung der Ägypter an Seschseschet nicht ganz erloschen gewesen zu sein, denn zu dieser Zeit (der frühen 18. Dynastie) wird ihr Name in dem medizinischen Papyrus Ebers genannt. Der Name der Königin taucht hier in der Kurzform Sesch auf und sie wird als Mutter des Teti bezeichnet. Der Papyrus listet an der entsprechenden Stelle (Eb. 468; 66,15–66,18) ein Rezept gegen Haarausfall auf und nennt Seschseschet als dessen vermeintliche Verfasserin.